# Gobemouche à lunettes
Fraseria caerulescens
Espèce
Synonymes
- Butalis caerulescens Hartlaub, 1865[1]

Statut de conservation UICN

 LC  : Préoccupation mineure
Le Gobemouche sombre (Muscicapa caerulescens) est une espèce d'oiseaux de la famille des Muscicapidae.
Son aire s'étend à travers l'Afrique subsaharienne (rare en Afrique australe).

## Liste des sous-espèces
Selon Catalogue of Life (13 août 2020) :

- sous-espèce Muscicapa caerulescens brevicauda Ogilvie-Grant, 1907
- sous-espèce Muscicapa caerulescens caerulescens (Hartlaub, 1865)
- sous-espèce Muscicapa caerulescens cinereola Hartlaub & Finsch, 1870
- sous-espèce Muscicapa caerulescens impavida Clancey, 1957
- sous-espèce Muscicapa caerulescens nigrorum (A. Collin & Hartert, 1927)
- sous-espèce Muscicapa caerulescens vulturna Clancey, 1957